# Три суверена и пет царева
Три суверена и пет царева су били митолошки владари или богови у античкој северној Кини. Три суверена су пре Пет царева, Петим царевима у каснијој историји додељени су датуми у периоду од око 2852. године пре нове ере до 2070. године пре нове ере. Данас се могу сматрати народним херојима, али су у древним временима били широко обожавани као божански „духови предака“. Према примљеној историји, период у коме су постојали претходио је династији Сја, иако се сматрало да су постојали у каснијим периодима у извесној мери у бестелесним облицима који су помагали кинеском народу, посебно са причама о Нуви који је постојао као дух у династији Шанг и Шенонг који је идентификован као божански облик Хоу Ђиа и оснивач Џоуа.
У миту, Три Суверена су били полубогови који су користили своје способности да помогну у стварању човечанства и да им пренесу основне вештине и знања. Пет царева су били узорни мудраци који су поседовали велики морални карактер и били су из златног доба када су „комуникације између људског поретка и божанског биле централне за сав живот“ и где су мудраци били отелотворење божанског или су помагали људима у преношењу порука божанским силама.
У овом периоду систем абдикације је коришћен пре него што је Ћи из Сја насилно преузео власт и успоставио наследну монархију.

## Опис
За три суверена, понекад позната и као Три августа, речено је да су полубогови или божји цареви који су користили своје способности да побољшају живот својих људи и пренесу им основне вештине и знање. Пет царева су представљени као узорни мудраци који су поседовали изврстан морални карактер и живели до велике старости и владали су у периоду великог мира. Три суверена приписују различите идентитете у различитим кинеским историјским текстовима.
Кажу да су ови краљеви помогли у увођењу ватре, научили људе како да граде куће и измисли пољопривреду. Жена Жутог цара је заслужна за проналажење свиле. Откриће медицине, проналазак календара и кинеског писма такође се приписују краљевима. Након њихове ере, краљ Ји је основао династију Сја.
Према савременој теорији, Жути цар је наводно предак народа Ханзу. Маузолеј жутог цара основан је у провинцији Шенси у знак сећања на легенду предака.
Кинеска реч за цара, хуангди (皇帝), произилази из, првог корисника овог наслова Ћин Ши Хуанга који је сматрао да је његово спајање свих земаља бившег краљевства Џоу веће од чак Три суверена и пет цара.

## Ши
Повезани концепт појављује се у легенди о Четири ши (四氏) који су учествовали у стварању света. Четири члана су Јоучао-ши (有巢氏), Суирен-ши (燧人氏), Фуси-ши (伏羲氏), и Шенонг-ши (神農氏). Листа се понекад протеже до још једног члана која је Нува-ши (女媧氏), чинећи Пет ши (五氏). Четири од тих пет имена налазе се на различитим списковима Три суверена. ши (氏) је значење клана или племена у Кини, тако да ниједан од њих није једна особа из праисторијских временима.
Постоји казивање да су Три суверена Суирен-ши (燧人氏), Јоучао-ши (有巢氏), и Шенонг-ши (神農氏). Суирен учи људе да секу дрво за ватру, тако да људи лако могу мигрирати. Јоучао учи људе да граде куће од дрвета, тако да људи напуштају пећину и иду у равнице. Након што је број људи постао већи, Шенонг је пробао разне траве како би пронашао одговарајуће житарице за решавање проблема хране код људи. Људи их зову Три суверена како не би пропустили њихов допринос, племе је такође користило њихов допринос као име племена.

## Варијације
Зависно од извора, много је варијација ко се класификује као Три суверена или Пет царева. Постоји најмање шест до седам познатих варијација. Многи доле наведени извори написани су у много каснијим периодима, вековима, па и миленијумима након наводног постојања тих личности, и уместо историјске чињенице, они могу да одражавају жељу у каснијим временским периодима да се створи измишљено порекло настало древним народним херојима. Цареви су истицани као преци из династија Сја, Шанг и Џоу.Следећи се појављују у различитим групама Три суверена: Фуси (伏羲), Нува (女媧), Шенонг (神農), Суирен (燧人), Џу Жунг (祝融), Гунг Гунг (共工), Небески Суверен (天皇), Земаљски Суверен (地皇), Људски Суверен (人皇), и чак и Жути цар (黄帝).
Следећи се појављују у различитим групама Пет царева: Жути цар (黃帝), Џуан Шу (顓頊), цар Ку (嚳), цар Јао (堯), цар Шун (舜), Шаохао (少昊), Техао (太昊), и цар Јан (炎帝).
| Извор                                                             | Датум извора                                                                         | Три суверена | Пет царева                                                               |
| ----------------------------------------------------------------- | ------------------------------------------------------------------------------------ | --- | ------------------------------------------------------------------------ |
| Записи великог историчара (史記) издање Сима Ћена                 | 94. година п. н. е.                                                                  | Небески суверен (天皇) или Фуси (伏羲) Земаљски суверен(地皇) или Нува (女媧) Људски суверен (泰皇) или Шенонг (神農) | Жути цар (黃帝) Џуан Шу (顓頊) Цар Ку (嚳) Цар Јао (堯) Цар Шун (舜)     |
| Соверена серија (帝王世系)                                        |                                                                                      | Фуси (伏羲) Шенонг (神農) Жути цар (黃帝)                                                                             | Шаохао (少昊) Џуан Шу (顓頊) Цар Ку (嚳) Цар Јао (堯) Цар Шун (舜)       |
| Шибен                                                             | 475-221. година п. н. е. (Период зараћених држава) према књизи Хана (111 године н.е) | Фуси (伏羲) Шенонг (神農) Жути цар (黃帝)                                                                             |                                                                          |
| Baihu Tongyi (白虎通義)                                           |                                                                                      | Фуси (伏羲) Шенонг (神農) Џу Жунг (祝融) или Суирен (燧人)                                                            |                                                                          |
| Fengsu TongYi (風俗通義)                                          | 195. година н.е.                                                                     | Фуси (伏羲) Нува (女媧) Шенонг (神農)                                                                                 |                                                                          |
| Yiwen Leiju (藝文類聚)                                            | 624. године н.е.                                                                     | Небески суверен (天皇) Земаљски суверен (地皇) Људски суверен (人皇)                                                  |                                                                          |
| Tongjian Waiji (通鑑外紀)                                         |                                                                                      | Фуси (伏羲) Шенонг (神農) Гунг Гунг (共工)                                                                            |                                                                          |
| Chunqiu yundou shu (春秋運斗樞) Chunqiu yuanming bao (春秋元命苞) |                                                                                      | Фуси (伏羲) Нува (女媧) Шенонг (神農)                                                                                 |                                                                          |
| Shangshu dazhuan (尚書大傳)                                       |                                                                                      | Фуси (伏羲) Шенонг (神農) Суирен (燧人)                                                                               |                                                                          |
| Diwang shiji (帝王世紀)                                           |                                                                                      | Фуси (伏羲) Шенонг (神農) Жути цар (黃帝)                                                                             |                                                                          |
| Ји ђинг (易經)                                                    | 800. године п. н. е.                                                                 | | Техао (太昊) Цар Јан (炎帝) Жути цар (黃帝) Цар Јао (堯) Цар Шун (舜)    |
| Коментари запуштеника, Qianfulun (潛夫論)                         |                                                                                      | | Техао (太昊) Цар Јан (炎帝) Жути цар (黃帝) Шаохао (少昊) Џуан Шу (顓頊) |
| Zizhi tongjian waiji, (資治通鑒外紀)                              |                                                                                      | | Жути цар (黃帝) Шаохао (少昊) Џуан Шу (顓頊) Цар Ку (嚳) Цар Јао (堯)    |

## Галерија
- Фуси и Нува
- Још један приказ Фуса и Нуве
- Шенонг
- Жути цар
- Џуан Шу
- цар Ку
- цар Јао
- цар Шун
- Чију